# جون بف (سياسي بريطاني)
الديمقراطيون الليبراليون (المملكة المتحدة)|الديمقراطيون الليبراليون
جون بف (بالإنجليزية: John Pugh) هو سياسي بريطاني، ولد في 28 يونيو 1948 في ليفربول في المملكة المتحدة. حزبياً، نشط في الديمقراطيون الليبراليون.

## مناصب
- في الانتخابات العامة في المملكة المتحدة 2001، انتخب عضو برلمان المملكة المتحدة الـ53 عن دائرة ساوثبورت وقد انضم خلال فترته النيابية ‏ (7 يونيو 2001 – 11 أبريل 2005)  للكتلة البرلمانية الديمقراطيون الليبراليون.
- في الانتخابات العامة في المملكة المتحدة 2005، انتخب عضو برلمان المملكة المتحدة الـ54 عن دائرة ساوثبورت وقد انضم خلال فترته النيابية ‏ (5 مايو 2005 – 12 أبريل 2010)  للكتلة البرلمانية الديمقراطيون الليبراليون.
- في انتخابات المملكة المتحدة لعام 2010، انتخب عضو برلمان المملكة المتحدة الـ55 عن دائرة ساوثبورت وقد انضم خلال فترته النيابية ‏ (6 مايو 2010 – 30 مارس 2015)  للكتلة البرلمانية الديمقراطيون الليبراليون.
- في الانتخابات العامة في المملكة المتحدة 2015، انتخب عضو برلمان المملكة المتحدة الـ56 عن دائرة ساوثبورت وقد انضم خلال فترته النيابية ‏ (8 مايو 2015 – 3 مايو 2017)  للكتلة البرلمانية الديمقراطيون الليبراليون.

## وصلات خارجية
- الموقع الرسمي